# Ari Jalonen
Ari Kristian Jalonen, född 5 december 1974 i Björneborg, är en finländsk politiker som bytte parti från Sannfinländarna till Blå framtid 2017. Han var ledamot av Finlands riksdag 2011–2019. Han tjänstgjorde som FN-fredsbevarare i Libanon från 1998 till 2000.
Jalonen blev omvald i riksdagsvalet 2015 med 5 753 röster från Satakunta valkrets.